# Fouvent-Saint-Andoche
Fouvent-Saint-Andoche là một xã thuộc tỉnh Haute-Saône trong vùng Bourgogne-Franche-Comté phía đông nước Pháp.